# CLECOM
CLECOM (Check List of European Continental Mollusca) is een werkgroep die zich bezighoudt met de taxonomie van de continentale mollusken (land en zoet water). 
Ze publiceert onder meer een bestand met geldige en ongeldige namen van alle Europese land- en zoet watersoorten.
Voor de mariene slakken bestaat een soortgelijke werkgroep (CLEMAM).
CLEMAM en CLECOM werden ingesteld tijdens het 10e Internationale Malacologische Congres van de Unitas Malacologica in 1989.
In de werkgroepen werken vooraanstaande malacologen uit verschillende Europese landen aan een namenlijst van alle Europese mollusken, die in lijn is met de "Code of Zoological Nomenclature" en waar alle Europese malacologen het zo veel mogelijk over eens zijn.
De gegevens over mollusken in het 'Fauna Europaea project' van de Europese Commissie zijn gebaseerd op het CLECOM onderzoek.